# Pantopipetta clavata
Pantopipetta clavata är en havsspindelart som beskrevs av Stock, J.H. 1994. Pantopipetta clavata ingår i släktet Pantopipetta och familjen Austrodecidae. Inga underarter finns listade i Catalogue of Life.